# Steinway Street
Pour les articles homonymes, voir Steinway (homonymie).
Steinway Street est un axe important du quartier du Queens à New York.

## Situation et accès
Steinway Street est accessible par les lignes E, M et R du métro de New York.
Dans le quartier d'Astoria, accessible par la station Steinway Street, à la hauteur de la 35e rue, on y trouve à proximité le Museum of the Moving Image.

## Origine du nom
Elle porte le nom de William Steinway, fils du fondateur du fabricant de pianos Steinway & Sons y avait acquis une propriété au début des années 1870.

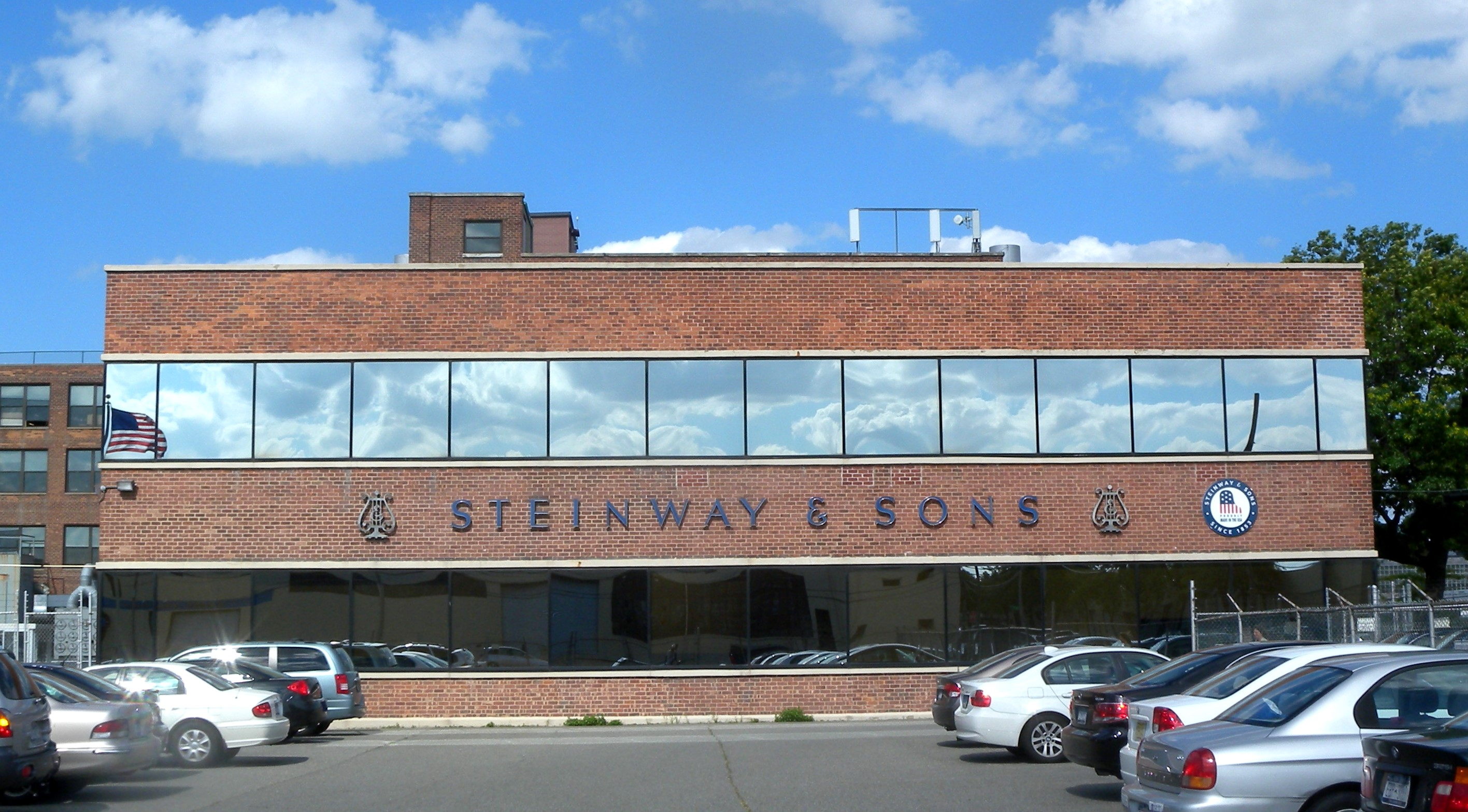
Manufacture de pianos Steinway & Sons proche de l'extrémité nord de Steinway Street.

## Historique
William Steinway a acheté des acres de terres agricoles à Astoria à la fin du 19e siècle pour déplacer l'entreprise Steinway & Sons Piano et la famille hors de Manhattan. 